# Jacques Poos
Jacques F. Poos (3. června 1935, Lucemburk – 19. února 2022) byl lucemburský politik. V letech 1999 až 2004 byl členem Evropského parlamentu.

## Život a související politická činnost
Vystudoval ekonomii ve švýcarském Lausanne. V letech 1969 až 1976 byl městským zastupitelem v Esch-sur-Alzette, v letech 1974–1976 a 1979–1984 byl členem lucemburského parlamentu, byl ministrem financí (1976–1979), místopředsedou vlády a ministrem zahraničí (1984–1999), ministrem hospodářství (1984–1989), ministrem obrany a veřejných bezpečnostních sil (1989–1994). Třikrát zastupoval Lucembursko jako ministr zahraničí v rámci předsednictví Rady Evropské unie.
Jako člen ministerské trojky Evropských společenství se účastnil jednání, která měla vyřešit začínající jugoslávskou krizi. Evropská společenství reprezentoval také na Brionech, kde byla Brionskou deklarací mimo jiné zastavena Desetidenní válka ve Slovinsku.

## Vyznamenání
- velkokříž Řádu prince Jindřicha – Portugalsko, 29. ledna 1985[4]
- velkokříž Řádu za zásluhy – Portugalsko, 31. října 1987[4]